# Kính thiên văn vũ trụ tia gamma Fermi
Kính thiên văn vũ trụ tia gamma Fermi, Fermi Gamma-ray Space Telescope (FGST), trước đây gọi là Gamma-ray Large Area Space Telescope (GLAST), là một đài thiên văn không gian đang được sử dụng để thực hiện các quan sát thiên văn học tia gamma từ quỹ đạo Trái Đất tầm thấp. Thiết bị chính của nó là Large Area Telescope (LAT), để cho những nhà thiên văn học quan sát toàn bộ bầu trời nhằm nghiên cứu khảo sát hiện tượng vật lý thiên văn và vũ trụ vật lý như nhân thiên hà hoạt động, pulsar, các nguồn năng lượng cao khác và vật chất tối. Một thiết bị trên tàu Fermi, tia Gamma-ray Burst Monitor (GBM; tên cũ GLAST Burst Monitor), được sử dụng để nghiên cứu các chớp gamma.
Fermi đặt tên theo Enrico Fermi (1901-1954) đã được phóng lên quỹ đạo vào ngày 11 tháng 6 năm 2008, vào lúc 16:05 UTC trên một tên lửa Delta II 7920-H. Nhiệm vụ này là một liên doanh giữa NASA, Bộ Năng lượng Hoa Kỳ, và các cơ quan chính phủ ở Pháp, Đức, Ý, Nhật Bản và Thụy Điển.